# Иж Юпитер
Иж Юпи́тер — дорожный мотоцикл среднего класса, предназначенный для езды по дорогам с разным покрытием. Выпускался Ижевским машиностроительным заводом с 1961 по 1966 год. Положил начало серии мотоциклов «ИЖ Юпитер» — «ИЖ Юпитер-5», последний мотоцикл которой («Иж Юпитер-5») был выпущен в 2008 году.

## История
На вторую половину 1958 года перед конструкторами бюро встала новая задача — подготовка к выпуску мотоцикла «Иж Юпитер». Ижевские машиностроители демонстрировали опытный образец новой модели на Всемирной выставке в Брюсселе уже в 1957 году. Прототипом стала модель компании DKW двухцилиндровая версия «DKW RT 350 S» (350 см3, 18 л.с.), выпускавшаяся с 1955 года.
Мотоцикл сначала именовался «Иж-58», а затем был переименован в «Иж-Юпитер». Первые опытные образцы показали весьма хорошие результаты. Мощность двигателя была доведена до 18 л.с. Более удобной в эксплуатации была и коробка переключения передач, улучшена смазка подшипников. Производство двигателей было организовано на Ижевском механическом заводе. Серийный выпуск «Иж Юпитер» был начат во второй половине 1961 года.
Всего было выпущено 477 747 мотоциклов.

## Конструкция
Мотоцикл сохранил экипажную часть мотоцикла «Иж-56», но имел совершенно новый мотор — двухцилиндровый, двухтактный, с вертикальным поперечным рядным расположением цилиндров, воздушного охлаждения с возвратно-петлевой двухструйной продувкой, с приготовлением рабочей смеси в карбюраторе и воспламенением её в цилиндре от электрической искры. Карбюратор закрыт специальными кожухами (с металлической задвижкой для доступа при пуске), воздушный фильтр — контактно-масляный. Детали шатунно-поршневой группы (поршень, шатун, поршневые кольцa, поршневой палец, стопорные кольца, ролики подшипника нижней головки шатуна) унифицированы с соответствующими деталями двигателя мотоцикла К-175.
Двухплечевая педаль ножного переключения передач и педаль кикстартера расположены с левой стороны картера коробки передач. «Иж-Юпитер», как и все последующие двухцилиндровые модели, оснащался механизмом автоматического выключения сцепления.
Привод спидометра, в отличие от Иж-56 — от переднего колеса.
Передний подрессоренный грязевый щиток прикреплён на литом кронштейне к нижнему мостику передней вилки, что исключает возможность забивания его грязью.

## Технические характеристики
- Габаритная длина 2 115 мм.
- Габаритная ширина 780 мм.
- Габаритная высота 1 025 мм.
- Клиренс 135 мм.
- Сухой вес мотоцикла 160 кг.
- Максимальная скорость 110 км/час[5].
- Ёмкость топливного бака 16 л.
- Запас хода по шоссе 400-450 км.
- Расход топлива по шоссе не более 4 литров на 100 км.
- Топливо: Бензин с автолом 10—18 в пропорции 25 : 1
- Преодолеваемый брод 300 мм.
- Двигатель
  - Ход поршня 58 мм
  - Диаметр цилиндра 61,75 мм
  - Число цилиндров 2
  - Рабочий объём двигателя 347 см3
  - Степень сжатия 6,8
  - Максимальная мощность 18 л. с.
  - Охлаждение воздушное
  - Система смазки совместная с топливом
  - Тип карбюратора К-28Ж[1]
- Сцепление многодисковое, в масляной ванне с механизмом автоматического выключения
- Коробка передач четырёхступенчатая, двухходовая.
- Моторная передача безроликовая двухрядная цепь, передаточное число — 2,57
- Передача от коробки на заднее колесо роликовая цепь, передаточное число — 2,33.
- Рама — трубчатая, сварная.
- Передняя вилка пружинная телескопического типа с гидравлическими амортизаторами.
- Задняя подвеска маятниковая пружинная с гидравлическими амортизаторами
- Тип тормозов барабанные
- Тип колёс легкосъёмные, с тангентнорасположенными прямыми спицами.
- Размер шин 3,25-19"

## Модификации
- Иж Юпитер-К — модификация с боковым прицепом (коляской) БП-58 (от Иж-56К) или с новым БП-62[6]. Максимальная скорость 80 км/ч[1], сухой вес 255 кг, ширина 1 650 мм, колея 1 170 мм. Подвеска колеса коляски — торсионная, кузова коляски — пружинная.
- в 1965 году мотоцикл получил обновленный двигатель от Иж Юпитер 2 фактически это переходной вариант юпитера от первого поколения ко второму

## Модернизации
«Иж Юпитер» послужил началом целой серии двухцилиндровых мотоциклов:
- «Иж Юпитер-2» (1965—1971 гг.) — мощность двигателя 19 л.с. при 4900 об/мин
- «Иж Юпитер-3» (1971—1977 гг.) — мощность по сравнению с предшественником возросла почти на 40 процентов (25 л.с. при 5 700 об/мин). Модели был присвоен Государственный знак качества СССР.
- «Иж Юпитер-3-01» (1977—1980 гг.) — мощность двигателя поднята до 27 л.с.
- «Иж Юпитер-3-02» (1979—1981 гг.)
- «Иж Юпитер-4» (1982[4]—1985 гг.) — мощность двигателя повышена до 28 л.с. при 6 200 об/мин, крутящий момент до 3,58 кгс·м, 12-вольтовое электрооборудование, новая светотехника.
- «Иж Юпитер-5» (ИЖ  6.113; ИЖ 6.114) (1985—1988 гг.) — мощность двигателя снижена до 24 л.с. при 4800—5600 об/мин, но улучшена характеристика крутящего момента в области средних оборотов. Появилась кнопка «аварийного запуска», замыкающая обмотку возбуждения генератора на массу, минуя регулятор напряжения, при запуске с подсевшим аккумулятором.
- «Иж Юпитер-5-01» (ИЖ 6.113-01; ИЖ 6.114-01) (с 1988 года) — мотоцикл получил абсолютно новый внешний вид, унифицированный с ИЖ Планетой 5 вышедшей в 1987 году. Изменена форма таких элементов как топливный бак, крышки инструментальных ящиков, сидение, приборная панель. На цилиндрах двигателя добавлено два ребра охлаждения, девять вместо семи, передняя часть каждого ребра получила изгиб навстречу охлаждающему потоку воздуха. Установлена широкая моторная цепь, вследствие чего изменены зубья моторной звезды и большого барабана сцепления.
- «Иж Юпитер-5-03» (Иж 6.113-03; ИЖ 6.114-03) (с 1993 года) — модель оснащена двигателем жидкостного охлаждения ИЖ-Ю5 Сб. 1-08. Уменьшен расход топлива на 1,5-2л, снижен уровень шума на 30%, мощность двигателя 25 л.с.